# Octave Mannoni

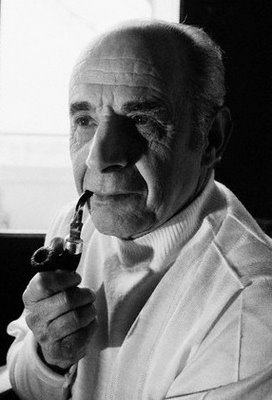
Octave Mannoni

Jacques Dominique Octave Mannoni (* 29. August 1899 in Lamotte-Beuvron, Département Loir-et-Cher; † 30. Juli 1989 in Paris) war ein französischer Ethnologe, Philosoph und Psychoanalytiker. Er kämpfte gegen den französischen Kolonialismus und war mit der Kinderanalytikerin Maud Mannoni verheiratet. Sein offizielles botanisches Autorenkürzel lautet „Mannoni“.
Er untersuchte einen distanzierten Glauben (croyance), eine Form, in der man an etwas nur „halb“ glauben kann, wie etwa an das Christkind.

## Schriften (Auswahl)
- Sigmund Freud in Selbstzeugnissen und Bilddokumenten. Rowohlt, Reinbek 1971 (Originaltitel: Freud (= Ecrivains de toujours. Bd. 82). Seuil, Paris 1967; Autorname in der Erstauflage bei Rowohlt fälschlich als „Oscar Mannoni“ wiedergegeben).